# F₄
리 군론에서 F4는 복소수 예외적 단순 리 군 가운데 두 번째로 작은 것이다. 52차원이며, 네 개의 단순근을 지닌다. 세 개의 실수 형식을 지닌다.

## 정의
F4는 여러 방법으로 정의할 수 있다. 하나는 예외적 요르단 대수를 사용하는 것이고, 다른 하나는 그 극대 부분군 Spin(9)를 사용하는 것이다.

### 예외적 요르단 대수를 통한 정의
F4의 실수 콤팩트 형식은 예외적 요르단 대수 (3×3 팔원수 에르미트 행렬 {\displaystyle {\mathcal {H}}_{3}(\mathbb {O} )})들의 대수의 자기동형사상군이다.:§4.2:§2.2 예외적 요르단 대수는 27차원이고, F4는 그 위에 작용하게 되므로 F4의 27차원 표현이 존재한다. 이 가운데 대각합 부분을 제외하면 26차원 표현을 얻는다. 이는 F4의 가장 작은 자명하지 않은 복소 표현이다.
구체적으로, {\displaystyle M\in {\mathcal {H}}_{3}(\mathbb {O} )}이 3×3 팔원수 에르미트 행렬이라고 하면, F4는
{\displaystyle \operatorname {tr} (M),\operatorname {tr} (M^{2}),\operatorname {tr} (M^{3})}
을 보존시키는 SO(27)의 부분군이다.

### Spin(9)를 통한 정의
F4는 Spin(9)를 극대 부분군으로 지닌다. 이 경우, F4의 딸림표현 52는
{\displaystyle \mathbf {52} \to \mathbf {36} \oplus \mathbf {16} }
으로 분해된다. 여기서 {\displaystyle \mathbf {36} }은 Spin(9)의 딸림표현이고, {\displaystyle \mathbf {16} }은 Spin(9)의 스피너 표현이다.
따라서, F4의 실수 콤팩트 리 대수 {\displaystyle {\mathfrak {f}}_{4}}는 벡터 공간으로서
{\displaystyle {\mathfrak {f}}_{4}={\mathfrak {so}}(9)\oplus \Gamma (\mathbb {R} ^{9})}
이다. 여기서 {\displaystyle \Gamma (\mathbb {R} ^{9})}는 16차원 마요라나 스피너 벡터 공간이다. 이들은 다음과 같은 자연스러운 교환 관계를 가진다.
{\displaystyle [J_{ij},J_{kl}]=\delta _{jk}J_{il}-\delta _{jl}J_{ik}-\delta _{ik}J_{jl}+\delta _{il}J_{jk}} ({\displaystyle {\mathfrak {so}}(9)} 리 괄호)
{\displaystyle [J_{ij},Q_{a}]={\frac {1}{4}}(\gamma _{i}\gamma _{j}-\gamma _{j}\gamma _{i})_{ab}Q_{b}} ({\displaystyle {\mathfrak {so}}(9)}의 스피너 작용)
여기서 {\displaystyle \gamma _{i}}는 9차원에서의 디랙 행렬들이다.
여기에 나머지 스피너 교환자
{\displaystyle [Q_{a},Q_{b}]=\gamma _{ac}^{[i}\gamma _{cb}^{j]}J_{ij}}
를 추가하면, 야코비 항등식이 만족됨을 알 수 있다.
이 정의가 성립하려면, Spin(9)의 실수 형식에서 마요라나 스피너가 존재해야 한다. 9차원에서 마요라나 스피너가 존재할 수 있는 부호수는 (9,0), (8,1), (5,4) 세 가지이며, 이들은 각각 단순 리 대수 C4(−36) (콤팩트), C4(−20), C4(4) (분할)에 대응한다. 이 세 실수 형식을 사용하면, 각각 F4의 세 실수 형식 F4(−52) (콤팩트), F4(−20), F4(4) (분할)을 얻는다.

### 기타 정의
이 밖에도, 8차원 초구를 사용한 구성 또한 알려져 있다.

### 실수 형식
F4는 세 개의 실수 형식(real form)을 갖는다. 이들은 다음과 같다 (중심이 없는 형태).
| 기호    | 다른 기호 | 설명             | 기본군                                     | 외부자기동형군 | 극대 콤팩트 리 부분군                                         | 사타케 도표                                                    | 보건 도표                                                |
| ------- | --------- | ---------------- | ------------------------------------------ | -------------- | ------------------------------------------------------------- | -------------------------------------------------------------- | -------------------------------------------------------- |
| F4(−52) |           | 콤팩트 형식      | 1                                          | 1              | F4(−52)                                                       | {\displaystyle \bullet -\bullet \Rightarrow \bullet -\bullet } | {\displaystyle \circ -\circ \Rightarrow \circ -\circ }   |
| F4(4)   | FⅠ        | 분할(split) 형식 | {\displaystyle \mathbb {Z} /2\mathbb {Z} } | 1              | (USp(6) × SU(2))/({\displaystyle \mathbb {Z} /2\mathbb {Z} }) | {\displaystyle \circ -\circ \Rightarrow \circ -\circ }         | {\displaystyle \bullet -\circ \Rightarrow \circ -\circ } |
| F4(−20) | FⅡ        |                  | {\displaystyle \mathbb {Z} /2\mathbb {Z} } | 1              | SO(9)                                                         | {\displaystyle \bullet -\bullet \Rightarrow \bullet -\circ }   | {\displaystyle \circ -\circ \Rightarrow \circ -\bullet } |

## 성질

### 군론적 성질
F4의 콤팩트 형식의 주요 극대 부분군은 다음과 같다.
- 스핀 군 Spin(9).[2]:§2.9 이는 F4 딘킨 도표에서, {\displaystyle \scriptstyle \otimes }로 표기한 꼭짓점을 추가하여 아핀 딘킨 도표로 만든 뒤, 흰 색의 꼭짓점 {\displaystyle \circ }을 제거하여 얻는다.
{\displaystyle \bullet -\bullet \Rightarrow \bullet -\circ \qquad \to \qquad {\scriptstyle \otimes }-\bullet -\bullet \Rightarrow \bullet -\circ \qquad \to \qquad {\scriptstyle \otimes }-\bullet -\bullet \Rightarrow \bullet }
- {\displaystyle (\operatorname {USp} (2)\times \operatorname {USp} (6))/(\mathbb {Z} /2)}.[2]:§2.11 이는 F4 딘킨 도표에서, {\displaystyle \scriptstyle \otimes }로 표기한 꼭짓점을 추가하여 아핀 딘킨 도표로 만든 뒤, 흰 색의 꼭짓점 {\displaystyle \circ }을 제거하여 얻는다.
{\displaystyle \circ -\bullet \Rightarrow \bullet -\bullet \qquad \to \qquad {\scriptstyle \otimes }-\circ -\bullet \Rightarrow \bullet -\bullet \qquad \to \qquad {\scriptstyle \otimes }\qquad \bullet \Rightarrow \bullet -\bullet }
- {\displaystyle (\operatorname {SU} (3)\times \operatorname {SU} (3))/(\mathbb {Z} /3)}.[2]:§2.12 이는 F4 딘킨 도표에서, {\displaystyle \scriptstyle \otimes }로 표기한 꼭짓점을 추가하여 아핀 딘킨 도표로 만든 뒤, 흰 색의 꼭짓점 {\displaystyle \circ }을 제거하여 얻는다.
{\displaystyle \bullet -\circ \Rightarrow \bullet -\bullet \qquad \to \qquad {\scriptstyle \otimes }-\bullet -\circ \Rightarrow \bullet -\bullet \qquad \to \qquad {\scriptstyle \otimes }-\bullet \qquad \bullet -\bullet }

F4는 E6의 부분군이다.:§3.7 이는 E6의 딘킨 도표를 {\displaystyle \mathbb {Z} /2} 대칭을 따라 접어서 얻는다.
{\displaystyle \bullet -\bullet \langle {\bullet -\bullet  \atop \bullet -\bullet }\qquad \to \qquad \bullet -\bullet \Rightarrow \bullet -\bullet }

### 위상수학적 성질
콤팩트 형태의 F4의 21차 이하의 호모토피 군은 다음과 같다.:132
{\displaystyle \pi _{3}(F_{4})\cong \pi _{15}(F_{4})\cong \operatorname {Cyc} (\infty )}
{\displaystyle \pi _{8}(F_{4})\cong \pi _{9}(F_{4})\cong \pi _{14}(F_{4})\cong \pi _{17}(F_{4})\cong \pi _{19}(F_{4})\cong \operatorname {Cyc} (2)}
{\displaystyle \pi _{11}(F_{4})\cong \operatorname {Cyc} (\infty )\oplus \operatorname {Cyc} (2)}
{\displaystyle \pi _{16}(F_{4})\cong \operatorname {Cyc} (2)\oplus \operatorname {Cyc} (2)}
{\displaystyle \pi _{18}(F_{4})\cong \operatorname {Cyc} (720)\oplus \operatorname {Cyc} (3)}
{\displaystyle \pi _{21}(F_{4})\cong \operatorname {Cyc} (3)\oplus \operatorname {Cyc} (3)}
여기서 {\displaystyle \operatorname {Cyc} (k)}는 {\displaystyle k}차 순환군이다. 21이하의 차수 가운데 위에 수록되어 있지 않은 경우, 해당 차수의 호모토피 군은 자명군이다.
{\displaystyle {\mathfrak {f}}_{4}}의 불변 다항식의 차수는 2, 6, 8, 12이다. 즉, 그 유리수 계수 코호몰로지 환은 3차 · 11차 · 15차 · 23차 생성원으로 생성되는 외대수이다.

### 근계

F_{4}의 4차원 근계를 2차원으로 사영한 모습. 긴 근은 적색, 짧은 근은 황색으로 나타내었다. 긴 근과 짧은 근은 각각 서로 쌍대인 두 개의 정24면체를 이룬다.

F4의 근계는 24개의 긴 근과 24개의 짧은 근, 도합 48개의 근으로 구성된다. 이들은 다음과 같다.
- (±1,±1,0,0) 꼴의 긴 근 24개 (좌표축 치환)
- (±1, 0, 0, 0) 꼴의 짧은 근 8개 (좌표축 치환)
- (±½, ±½, ±½, ±½) 꼴의 짧은 근 16개

4차원에서는 정이십사포체라는 정다포체가 존재하며, 이는 스스로와 쌍대이다. F4의 24개의 긴 근은 정이십사포체의 24개의 꼭짓점을 이루며, 24개의 짧은 근 역시 정이십사포체를 이룬다. 이 두 정이십사포체는 서로 쌍대이다.
F4는 4개의 단순근을 가지며, 단순근을 고르는 한 방법은 다음과 같다.
{\displaystyle {\begin{pmatrix}0&1&-1&0\\0&0&1&-1\\0&0&0&1\\1/2&-1/2&-1/2&-1/2\\\end{pmatrix}}}
이에 따른 카르탕 행렬은 다음과 같다.
{\displaystyle {\begin{pmatrix}2&-1&0&0\\-1&2&-2&0\\0&-1&2&-1\\0&0&-1&2\end{pmatrix}}}
F4의 바일 군은 크기가 {\displaystyle 2^{7}\times 3^{2}=1152}인 가해군이며, 다음과 같다.
{\displaystyle \operatorname {Weyl} (F_{4})\cong \operatorname {O} ^{+}(4;\mathbb {F} _{3})}
이는 4차원 정24면체의 대칭군이다.

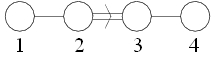
F_{4}의 딘킨 도표

F4의 딘킨 도표는 네 개의 꼭짓점을 가진 선형이며, 2번째와 3번째 사이의 변은 2겹이다.
{\displaystyle \bullet -\bullet \Rightarrow \bullet -\bullet }
F4는 E6의 부분군인데, 이는 E6의 딘킨 도표를 다음과 같은 {\displaystyle \mathbb {Z} /2} 대칭을 따라 접어서 얻을 수 있다.
{\displaystyle {\begin{matrix}\bullet -\bullet \langle \displaystyle {\bullet -\bullet  \atop \bullet -\bullet }\\\Downarrow \\\bullet -\bullet \Rightarrow \bullet -\bullet \end{matrix}}}
F4의 아핀 딘킨 도표는 다섯 개의 꼭짓점을 가진 선형이며, 짧은 근 쪽에 하나의 꼭짓점 {\displaystyle \scriptstyle \otimes }이 추가되었다.
{\displaystyle {\scriptstyle \otimes }-\bullet -\bullet \Rightarrow \bullet -\bullet }

### 표현론
F4의 기약 표현의 차원은 다음과 같다 (OEIS의 수열 A121738).:107, Table 44
1, 26, 52, 273, 324, 1053 (두 개), 1274, 2652, 4096, 8424, 10829, 12376, 16302, 17901, 19278, 19448, 29172, 34749, 76076, 81081, 100776, 106496, 107406, 119119, 160056 (두 개), 184756, 205751, 212992, 226746, 340119, 342056, 379848, 412776, 420147, 627912…
이 가운데, 52차원 표현은 딸림표현이며, 26차원 표현은 27차원 예외적 요르단 대수 위의 작용에서, 대각합을 제외한 것이다. 기본 표현은 26, 52, 273, 1274차원 표현들이며, 이는 딘킨 도표 {\displaystyle \bullet -\bullet \Rightarrow \bullet -\bullet }에 다음과 같이 대응한다.
{\displaystyle {\underset {\mathbf {52} }{\bullet }}-{\underset {\mathbf {1274} }{\bullet }}\Rightarrow {\underset {\mathbf {273} }{\bullet }}-{\underset {\mathbf {26} }{\bullet }}}
F4의 바일 군은 원소 {\displaystyle v\mapsto -v}를 포함하며, 따라서 모든 표현은 스스로의 켤레와 동형이다. (위 목록에서 1053, 160056 따위가 중복되는 것은 복소수 켤레와 상관없다.) F4는 사원수 표현을 갖지 않으며, 모든 표현은 실수 표현이다.

### 대수기하학적 성질
슈발레 기저를 사용하여 정수 계수의 리 대수 {\displaystyle {\mathfrak {f}}_{4}(\mathbb {Z} )} 및 군 {\displaystyle F_{4}(\mathbb {Z} )}을 정의할 수 있다. 보다 일반적으로, 이는 임의의 가환환 {\displaystyle R}에 대하여 대수군으로 정의할 수 있다.
특히, 유한체 {\displaystyle \mathbb {F} _{q}}에 대한 계수의 슈발레 군 {\displaystyle F_{4}(\mathbb {F} _{q})}의 크기는 다음과 같다.
{\displaystyle |F_{4}(\mathbb {F} _{q})|=q^{24}(q^{12}-1)(q^{8}-1)(q^{6}-1)(q^{2}-1)}
이는 모든 유한체에 대하여 유한 단순군을 이룬다. 이 가운데 가장 작은 것들의 크기는 다음과 같다. (OEIS의 수열 A008913)
{\displaystyle |F_{4}(\mathbb {F} _{2})|\approx 3.31\times 10^{15}}
{\displaystyle |F_{4}(\mathbb {F} _{3})|\approx 5.73\times 10^{24}}
{\displaystyle |F_{4}(\mathbb {F} _{4})|\approx 1.90\times 10^{31}}
이 밖에도, F4는 표수 2의 체 위에서 추가 대칭을 갖는다. F4 딘킨 도표
{\displaystyle \bullet -\bullet \Rightarrow \bullet -\bullet }
는 2겹 변에 화살표가 붙어 있어 대칭이 없지만, 표수 2의 체 위에서는 화살표의 방향이 사라져
{\displaystyle \bullet -\bullet =\bullet -\bullet }
가 되어, 딘킨 도표가 추가 {\displaystyle \mathbb {Z} /2} 대칭을 갖기 때문이다. 특히 체의 크기가 {\displaystyle 2^{2n+1}}의 꼴인 경우, 이 대칭을 체의 프로베니우스 자기 동형으로 뒤틀어 대수군 {\displaystyle {}^{2}F_{4}(\mathbb {F} _{2^{2n+1}})}을 정의할 수 있다. 이 군들은 발견자 이임학 의 이름을 따 이임학 군(李林學群, 영어: Ree group)이라고 한다. 이 군들의 크기는 다음과 같다.
{\displaystyle |{}^{2}F_{4}(\mathbb {F} _{q})|=q^{12}(q^{6}+1)(q^{4}-1)(q^{3}+1)(q-1)\qquad (q=2^{2n+1})}
이들은 {\displaystyle q=2}인 경우를 제외하면 모두 유한 단순군을 이룬다. {\displaystyle q=2}일 경우 이는 단순군이 아니지만, 그 교환자 부분군 {\displaystyle {}^{2}F_{4}(\mathbb {F} _{2})'}은 지표가 2인 단순 부분군을 이룬다. 이 단순군은 발견자 자크 티츠 의 이름을 따 티츠 군(Tits群, 영어: Tits group)이라고 한다. 티츠 군의 크기는 다음과 같다.
{\displaystyle |{}^{2}F_{4}(\mathbb {F} _{2})'|={\frac {1}{2}}|{}^{2}F_{4}(\mathbb {F} _{2})|=2^{11}\times 3^{3}\times 5^{2}\times 13=17\,971\,200}

## 역사
리 대수 {\displaystyle {\mathfrak {f}}_{4}}는 빌헬름 킬링이 복소수 단순 리 대수를 분류하면서 2번 독립적으로 발견하였다. 그러나 킬링은 이 두 리 대수가 서로 동형이라는 것을 알아차리지 못했다. 이후 엘리 카르탕이 1894년에 복소수 단순 리 군을 분류하면서 그 존재와 유일함을 엄밀히 증명하였다.
이후 클로드 슈발레가 1955년에 F4를 비롯한 다른 모든 단순 리 군을 유한체 위에서 정의할 수 있음을 보였다. 표수 3의 체 위의 뒤틀린 F4는 이임학이 1961년에 발견하였다. 티츠 군은 자크 티츠가 1964년에 발견하였다.

## 같이 보기
- 팔원수
- G2
- E6
- E7
- E8